# Najas madagascariensis
Najas madagascariensis är en dybladsväxtart som beskrevs av Alfred Barton Rendle. Najas madagascariensis ingår i släktet najasar, och familjen dybladsväxter.
Artens utbredningsområde är Madagaskar. Inga underarter finns listade.